# Kazimierz Bednarski (działacz związkowy)
Kazimierz Bednarski (ur. 14 września 1945 w Hameln, zm. 24 lipca 2010 roku) – działacz łódzkiej „Solidarności”.
W 1963 roku ukończył przyzakładową zasadniczą szkołę zawodową w Łodzi i uzyskał tytuł mistrza ślusarstwa, a następnie podjął pracę w wyuczonym zawodzie. W młodości grał w piłkę nożną, zdobył wraz z ŁKS Łódź tytuł mistrza Polski juniorów.
We wrześniu 1980 roku był współzałożycielem organizacji zakładowej NSZZ „Solidarność” w Zakładach Szlifierek „Ponar-Jotes” w Łodzi i został przewodniczącym komisji zakładowej. Rok później został członkiem prezydium zarządu regionalnego NSZZ „Solidarność” i delegatem na I krajowy zjazd delegatów. 27 października 1981 roku został wybrany wiceprzewodniczącym zarządu regionalnego NSZZ „Solidarność”. 13 grudnia 1981 roku został zatrzymany i następnie internowany w Łęczycy, a potem w Łowiczu. Po opuszczeniu ośrodka internowania został zwolniony z pracy i pozostawał bez środków do życia. W 1982 roku był współzałożycielem Tajnego Tymczasowego Zarządu Regionu Łódzkiego NSZZ „Solidarność”. Był jednym z sygnatariuszy pisma do Sejmu RP w sprawie uwolnienia więźniów politycznych. We wrześniu 1988 roku brał udział we wznowieniu działalności regionalnych struktur związku.
W latach 1990–1994 był radnym Rady Miejskiej Łodzi z listy Łódzkiego Porozumienia Obywatelskiego. Od 2001 roku zasiadał w Kapitule Medalu za Zasługi w Walce o Niepodległość Polski i Prawa Człowieka 13 XII 1981 – 4 VI 1989, którym został także odznaczony.
Pośmiertnie został odznaczony 23 czerwca 2017 przez prezydenta RP Andrzeja Dudę Krzyżem Wolności i Solidarności.